# 靖国解体企画

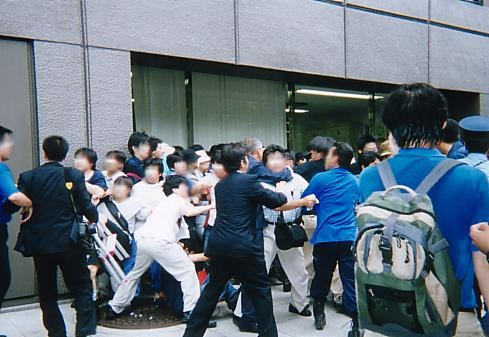
靖国神社周辺を警備する私服公安警察官・右翼団体と乱闘になった活動家ら（2001年）。

靖国解体企画（やすくにかいたいきかく）は、靖国神社および国家による追悼施設の廃絶を目的とするノンセクト・ラジカル系運動団体の一つである。

## 概要
「靖国神社解体」を宣言するノンセクト系の活動家は、1993年より毎年8月15日に靖国神社に抗議活動を続けてきた。その後、2003年になり「靖国解体企画」というグループを結成して現在に至っている。
雨宮処凛による活動家への聞き取りによれば、1987年8月15日から靖国神社に反対する行動を行っていた活動家が、後に「サラリーマン共同行動」、2002年から「靖国解体企画」と名乗っている。2001年、右翼と乱闘になり、2005年には逮捕者を出している。雨宮は聞き取りをした活動家の活動について、「今の日本を考える上で非常に興味深いものがある」と述べている。
2010年8月15日には2人の活動家が逮捕され、マスコミでも報道された。
公式サイトでは、政治家などの公式参拝のみならず、一般参拝者や、好意的な人々にも異議を唱えるとともに、靖国神社および代替追悼施設の廃絶を宣言している。